# Решидов, Абдраим Измаилович
Абдураи́м Исмаи́лович Реши́дов (крымскотат. Abduraim İsmail oğlu Reşidov, Абдураим Исмаил огълу Решидов;  8 марта 1912, Орловка — 24 октября 1984, Симферополь) — заместитель командира 162-го гвардейского бомбардировочного авиационного полка (8-я гвардейская бомбардировочная авиационная дивизия, 2-я воздушная армия, 1-й Украинский фронт). Герой Советского Союза. На момент присвоения звания Героя — гвардии майор, впоследствии — подполковник.

## Биография
Родился 25 февраля (9 марта — по новому стилю) 1912 года в селе Мамашай (ныне село Орловка), в семье рабочего. Крымский татарин.
Окончил 5 классов сельской школы и в 1929 году поступил работать сборщиком в авиационные мастерские Качинской военной авиационной школы пилотов. В 1932 году окончил школу гражданской авиации в городе Симферополь. В ноябре 1933 года зачислен курсантом Луганской школы военных пилотов, а в марте 1934 года переведён в Одесскую военную авиационную школу лётчиков. После окончания служил в Харькове в 10-й армейской разведывательной эскадрилье и 14-м корпусном авиационном отряде. В 1938 году младший лейтенант Решидов прошёл обучение на Курсах усовершенствования командного состава ВВС и направлен в 160-й резервный авиационный полк. С июня 1940 года — старший лётчик 5-го скоростного бомбардировочного авиационного полка. Член ВКП(б)/КПСС с 1939 года.
На фронтах Великой Отечественной войны с июня 1941 года. В составе 21-й смешанной авиационной дивизии военно-воздушных сил Южного фронта наносил бомбовые удары по стратегическим объектам и скоплениям войск противника, совершал разведывательные вылеты. При выполнении боевых заданий старший лейтенант Решидов зарекомендовал себя мужественным и умелым лётчиком и в январе 1942 года назначен командиром эскадрильи.
Маршал Вершинин К. А. вспоминал:
23 ноября авиаторы Южного фронта произвели 253 боевых вылета. Попытки противника (за день мы насчитали в воздухе до 120 его самолетов) задержать продвижение наших наземных войск снова оказались безрезультатными. В населенном пункте Сергеевка лейтенант А. И. Решидов обнаружил скопление вражеских войск. Для нанесения удара по ним вылетела группа Пе-2 5-го скоростного бомбардировочного авиаполка. В результате первого налета она уничтожила склад с горючим и несколько автомашин. Во втором вылете Решидов вместе с летчиками Н. Застойным и И. Яковлевым взорвали на станции Красноармейская склады боеприпасов и горючего. Забегая вперед, скажу, что А. И. Решидов, совершивший 207 вылетов на бомбометание и 35 — на разведку, стал Героем Советского Союза.
Представлялся к наградам и 23 февраля того же года приказами командующего Южным фронтом был награждён орденами Ленина и Красного Знамени.
Однако ещё в ноябре 1941 года лётчик был представлен к присвоению звания Героя Советского Союза за 71 боевой вылет и нанесённые врагу большие потери. С представлением командира полка Соловьёва согласились все вышестоящие начальники: командир дивизии Губанов, командующий ВВС Южного фронта Вершинин и командующий Южный фронтом Малиновский. Однако в Москве в присвоении звания Героя было отказано, документы вернулись на фронт и тогда командующий фронтом Малиновский своей властью наградил по ним лётчика орденом Ленина.
В марте 1942 года 5-й скоростной бомбардировочный авиационный полк был преобразован в 8-й гвардейский бомбардировочный полк. В мае 1942 года вошёл в состав 219-й бомбардировочной авиационной дивизии 4-й воздушной армии. Вёл боевые действия на Южном, Северо-Кавказском и Закавказском фронтах.
В марте 1942 года Решидова направляют на Курсы усовершенствования командиров и начальников штабов авиационных полков при Академии Военно-воздушных сил Красной Армии, по окончании которых в июне 1943 года служил в 15-м отдельном разведывательном запасном авиационном полку. С октября 1943 года вновь на фронте. Воевал в должности командира эскадрильи 854-го бомбардировочного авиационного полка 293-й авиационной бомбардировочной дивизии 1-го бомбардировочного авиационного корпуса. В составе 5-й воздушной армии 2-го Украинского фронта участвовал в битве за Днепр, Кировоградской, Корсунь-Шевченковской, Уманско-Ботошанской наступательных операциях. В феврале 1944 года за успехи в боях корпус был преобразован во 2-й гвардейский, дивизия стала 8-й гвардейской, а получил полк наименование 162-го гвардейского бомбардировочного авиационного полка. В июле 1944 года корпус вошёл в состав 2-й воздушной армии 1-го Украинского фронта и участвовал в боях на Западной Украине, Польше, Германии.
В октябре 1944 года гвардии майор Решидов назначен заместителем командира 162-го гвардейского бомбардировочного авиационного полка, а также инструктором по технике пилотирования и теории полёта. К февралю 1945 года он совершил 166 боевых вылетов на бомбардировку войск противника, нанёс гитлеровцам значительный урон. В воздушных боях экипаж сбил восемь вражеских истребителей.
Всего за годы войны совершил 222 боевых вылета. Победу встретил в небе над Чехословакией. В ноябре 1949 года окончил Липецкие высшие офицерские лётно-тактические курсы ВВС. С ноября 1949 — заместитель командира 55-го бомбардировочного авиационного полка, в марте-июне 1950 — командир 836-го бомбардировочного авиационного полка (в Приморском военном округе). Летал на Ту-2. В июне 1950 года был уволен из армии, но уже в октябре 1950 года восстановлен в её рядах.
В октябре 1950 — феврале 1953 — заместитель командира 3-го (с декабря 1952 — 643-го) учебного авиационного полка Энгельсского военного авиационного училища лётчиков (город Энгельс Саратовской области). В феврале-июле 1953 — командир 857-го бомбардировочного авиационного полка (в Белорусском военном округе). В июле 1953 — апреле 1954 — заместитель командира 13-го гвардейского бомбардировочного авиационного полка (в Закавказском военном округе). В апреле-декабре 1954 — начальник штаба 1106-го бомбардировочного авиационного полка (в Закавказском военном округе). В феврале 1955 — феврале 1957 начальник штаба 751-го бомбардировочного авиационного полка (в Дальневосточном военном округе; на Камчатке). В феврале 1957 — мае 1958 — начальник командного пункта — заместитель начальника штаба 243-й смешанной авиационной дивизии (в Дальневосточном военном округе; на Камчатке). С мая 1958 года подполковник А.И.Решидов — в запасе.
Жил в городе Ставрополь, затем — в городе Нальчик (Кабардино-Балкария). Работал начальником отдела материально-технического снабжения Управления автомобильного транспорта Кабардино-Балкарской АССР. С 1968 года жил в городе Симферополь. Умер 24 октября 1984 года.

## Эпизоды боевой деятельности
- 21 июля 1941 года, нанося бомбардировочный удар по переправе противника в районе Ямоль-Сороки, снизился до бреющего полёта, вместе со своим звеном открыл пулемётный огонь по скоплению живой силы противника, в результате чего уничтожено 17 автомашин и около батальона живой силы врага.
- 27 июля 1941 года после нанесения успешного бомбового удара по скоплению войск и автомашин, перешёл на бреющий полёт и пулемётным огнём вместе со своим звеном уничтожил до десяти автомашин и 50-60 человек живой силы врага.
- 22 августа 1941 года в составе звена нанёс бомбардировочный удар по мотомехколонне в посёлке Томаковка (Днепропетровская область), где уничтожил восемь автомашин с живой силой противника.
- 23 августа 1941 года в составе звена нанёс бомбардировочный удар по живой силе противника на острове Хортица (в черте города Запорожье), в результате которого уничтожил артиллерийскую точку и около 60 солдат и офицеров врага.
- 3 сентября 1941 года точным бомбометанием с пикированием по скоплению войск противника в районе города Никополь (Днепропетровская область) уничтожил около 60 гитлеровцев, вывел из строя до десяти автомашин.
- 6 сентября 1941 года в составе звена произвёл бомбометание по скоплению войск противника в селе Грушевка (Томаковский район Запорожской области), уничтожил одно орудие, две автомашины и до 30 человек пехоты.
- 15 сентября 1941 года, выполняя задание по разведке в районе Никополь-Апостолово-Кривой Рог, обнаружил большое скопление войск противника в районе станции Чаплино, Ново-Каменка. Точным бомбометанием уничтожил 20-30 пехотинцев.
- 15 октября 1941 года при выполнении задания по разведке в районе Фёдоровка-Мелитополь-Акимовка в районе населённых пунктов Волноваха, Куйбышево обнаружил большое скопление войск противника. Произвёл бомбардировку автоколонны, движущейся на Мелитополь, уничтожил две автомашины с живой силой и одну с боеприпасами.
- 20 октября 1941 года выполнял разведывательный вылет по району Будёновка-Мариуполь-Осипенко-Волноваха. Во время бомбометания скопления войск противника в Волновахе на низкой высоте самолёт был подбит огнём зенитной артиллерии. На горящем самолёте старший лейтенант Решидов сумел пролететь 120 километров и произвёл посадку на своей территории.
- 31 октября 1941 года обнаружил большое скопление войск противника в районе посёлка Матвеев Курган (Ростовская область) и с воздуха передал данные по рации.
- ноябрь 1941 года представлен к званию Герой Советского Союза, награжден орденом Ленина, награда вручена 23 февраля 1942 года.
- 17 марта 1942 года при выполнении задания по разведке обнаружил скопление автомашин противника в районе села Сергеевка, произвёл бомбометание, в результате которого взорвал склад горючего и уничтожил пять автомашин.
- 19 мая 1942 года в составе группы при бомбардировке аэродрома Константиновка (Донецкая область) уничтожил 18 самолётов противника.
- 20 мая 1942 года бомбил тот же аэродром, уничтожил ещё 22 самолёта.
- 28 октября 1943 года при нанесении бомбового удара по живой силе, технике и штабам гитлеровцев в городе Кировоград разрушил девять больших жилых дома, превращённых противником в опорные огневые точки.
- 17 декабря 1943 года, выполняя боевое задание во главе девяти Пе-2, уничтожил три орудия и разрушил шесть домов — временно укреплённых огневых точек противника в селе Братолюбовка.
- 29 апреля 1944 года при бомбардировке войск противника в районе Буртулул-Яссы девятка Пе-2 была атакована большой группой вражеских истребителей Ю-87 численностью до 40 самолётов. По команде гвардии майора Решидова после выполнения задания по бомбометанию группа врезалась в строй вражеских самолётов и в воздушном бою сбила три из них. При этом бомбардировщики потерь и повреждений не имели и успешно произвели посадку на своём аэродроме.
- 17 июля 1944 года Решидов бомбовым ударом уничтожил до десяти автомашин и танков в населённом пункте Плугув.
- 16 января 1945 года, будучи заместителем командира группы из трёх пятёрок самолётов, бомбардировал скопление эшелонов на железнодорожной станции Скарижско-Каменна. Группа уничтожила семь эшелонов с живой силой и техникой, разрушила паровозное депо, входные и выходные железнодорожные стрелки, подожгла склад с боеприпасами.

## Награды
- Указом Президиума Верховного Совета СССР от 27 июня 1945 года за образцовое выполнение заданий командования и проявленные при этом мужество и героизм, гвардии майору Решидову Абдраиму Измайловичу присвоено звание Героя Советского Союза (медаль «Золотая Звезда» № 6039).
- Награждён двумя орденами Ленина, тремя орденами Красного Знамени, орденами Александра Невского, Красной Звезды, медалями.

## Память
- В Симферополе есть улица имени Решидова А. И.[3]